# G.I. 블루스
《G.I. 블루스》(G.I. Blues)는 1960년 미국 뮤지컬 코미디 영화로 노먼 터로그가 연출하고 엘비스 프레슬리, 줄리엣 프로스, 로버브 아이버스가 출연한다. 영화는 파라마운트 픽처스 스튜디오에서 촬영되었으며 프레슬리가 제대하기 전에 전 제작 풍경 장면이 독일에서 촬영되었다. 영화는 《버라이어티》의 전국 박스오피스 차트에서 2위를 달성했다. 로럴 어워드의 1960년 최고의 뮤지컬 부문에서 2위 상을 수상했다.

## 줄거리
미국 육군 특기병 툴사 맥린 (엘비스 프레슬리)은 가수 경력이 있는 탱크 승무원이다. 제3기갑사단 "스피어헤드"에서 복무 중인 맥린은 군 제대 이후 자기 소유의 나이트클럽을 운영하는 것이 꿈이지만, 그런 꿈은 쉽게 성취되지 않는다. 툴사와 그 친구들은 밴드를 결성해 독일의 다양한 가스트하우스, 나이트클럽, 군대 공연에서 공연을 행한다. 한 술집에서 툴사는 주크박스에서 엘비스 프레슬리라는 사람이 부른 〈Blue Suede Shoes〉를 듣게 된다.
툴사는 돈을 모으기 위해 자신의 친구 다이너마이트 (에디슨 스트롤)와 클럽 댄서 릴리 (줄리엣 프로스)와 밤을 보낼 수 있을 지 여부로 내기를 건다. 릴리에게는 군 교환원 터크를 (제레미 슬레이트) 투사한 이후부터 사로잡기 어렵다는 풍문이 돌고 있다. 다이너마이트와 터크는 하와이로 주둔되기 전까지 여자를 두고 다투었다. 다이너마이트가 알래스카로 이동하자 툴사가 그의 자리를 차지한다. 툴사는 별로 기대는 하지 않지만, 한 번 부닥쳐 보기로 한다.
툴사는 남부 매력을 발휘하며 릴리를 "부인"으로 칭한다. 릴리는 처음에 툴사를 또 다른 직업 군인 가운데 하나로 생각했다. 라인강에서 하루를 보낸 뒤 릴리는 그에게 마음이 흔들리기 시작한다. 한편, 툴사의 친구 쿠키는 릴리의 이탈리아 출신 룸메이트 티나와 사랑에 빠진다. 종막에 릭과 말라의 아기 타이거 덕에 툴사는 내기에 우승하여 장비와 릴리의 사랑 둘 모두를 얻는다.

## 출연

### 주연
- 엘비스 프레슬리

### 조연
- 줄리엣 프로즈
- 로버트 이버스
- 제임스 더글러스

## 기타
- 협력프로듀서: 폴 나단
- 의상: 에디스 헤드